# Liste der Straßen und Plätze in Marsdorf (Dresden)

Lage der Gemarkung Marsdorf in Dresden

Die Liste der Straßen und Plätze in Marsdorf beschreibt das Straßensystem im Dresdner Ortsteil Marsdorf mit den entsprechenden historischen Bezügen. Aufgeführt sind Straßen, die im Gebiet der Gemarkung Marsdorf liegen. Kulturdenkmale in der Gemarkung Marsdorf sind in der Liste der Kulturdenkmale in Marsdorf (Dresden) aufgeführt.
Marsdorf ist Teil der Ortschaft Weixdorf, die zugleich einen statistischen Stadtteil der sächsischen Landeshauptstadt Dresden bildet. Der Ortsteil liegt nordöstlich des Autobahndreiecks Dresden-Nord im spitzen Winkel zwischen zwei Autobahnen: Im äußersten Süden der Flur führt die A 4 auf einem kurzen Abschnitt zwischen dem Autobahndreieck und der Anschlussstelle Hermsdorf/Weixdorf durch die Gemarkung Marsdorf. Die A 13 verläuft dagegen ungefähr entlang der Westgrenze der Marsdorfer Flur. Dort trifft mit der Alten Moritzburger Landstraße die Staatsstraße S 58 von Lausa nach Bärnsdorf an der Anschlussstelle Marsdorf auf die Autobahn. Von Bedeutung ist ferner die Marsdorfer Hauptstraße, die die eigentliche Ortslage Marsdorf erschließt. Insgesamt gibt es in Marsdorf acht benannte Straßen, die in der folgenden Liste aufgeführt sind. Drei von ihnen sind nach umliegenden Erhebungen der Moritzburger Kleinkuppenlandschaft benannt.

## Legende
Die nachfolgende Tabelle gibt eine Übersicht über die vorhandenen Straßen und Plätze im Ortsteil sowie einige dazugehörige Informationen. Im Einzelnen sind dies:
- Name/Lage: Aktuelle Bezeichnung der Straße oder des Platzes sowie unter ‚Lage‘ ein Koordinatenlink, über den die Straße oder der Platz auf verschiedenen Kartendiensten angezeigt werden kann. Die Geoposition gibt dabei ungefähr die Mitte der Straße an.
- Länge/Maße in Metern: Die in der Übersicht enthaltenen Längenangaben sind nach mathematischen Regeln auf- oder abgerundete Übersichtswerte, die in Google Earth mit dem dortigen Maßstab ermittelt wurden. Sie dienen eher Vergleichszwecken und werden, sofern amtliche Werte bekannt sind, ausgetauscht und gesondert gekennzeichnet. Bei Plätzen sind die Maße in der Form a × b dargestellt. Der Zusatz ‚im Stadtteil‘ bzw. ‚im Ortsteil‘ gibt an, wie lang die Straße innerhalb des Stadt-/Ortsteils ist, sofern sie durch mehrere Stadt-/Ortsteile verläuft.
- Namensherkunft: Ursprung oder Bezug des Namens.
- Jahr der Benennung: Zeitpunkt, zu dem die Straße ihren heute gültigen Namen erhielt (sofern bekannt).
- Anmerkungen: Weitere Informationen bezüglich anliegender Institutionen, der Geschichte der Straße, historischer Bezeichnungen, Baudenkmalen usw.
- Bild: Foto der Straße.

## Straßenverzeichnis
| Name/Lage                     | Länge/Maße | Namensherkunft                                                    | Jahr der Benennung | Anmerkungen | Bild |
| ----------------------------- | ---------- | ----------------------------------------------------------------- | ------------------ | --- | ---- |
| Alte Moritzburger Straße Lage |            | Alte Verbindungsstraße von Lausa nach Moritzburg                  |                    | Die Alte Moritzburger Straße ist Teil der Staatsstraße S 58.                                                                                           |      |
| Am Erlicht Lage               |            | Lage am Erlicht, einem Erlenwäldchen                              |                    | Die Straße Am Erlicht führt als Wirtschaftsweg über die Felder zur Alten Moritzburger Straße.                                                          |      |
| Marsdorfer Hauptstraße Lage   |            | Hauptstraße im Ortsteil Marsdorf                                  |                    | Die Marsdorfer Hauptstraße erschließt den Ortskern von Marsdorf und ist die direkte Verbindung nach Gomlitz und zur Autobahn-Anschlussstelle Marsdorf. |      |
| Medinger Straße Lage          |            | Medingen, nordöstlich benachbarter Ortsteil von Ottendorf-Okrilla |                    | Die Medinger Straße führt als Wirtschaftsweg von Marsdorf nach Medingen.                                                                               |      |
| Zum Birkhübel Lage            |            | Flurname Birkhübel, eine Erhebung nordöstlich der Ortslage        |                    | Die Straße Zum Birkhübel führt als Wirtschaftsweg von Marsdorf nach Medingen.                                                                          |      |
| Zum Lindeberg Lage            |            | Flurname Lindeberg, eine Erhebung                                 |                    | Die Straße Zum Lindeberg erschließt einen Teil des Ortskerns von Marsdorf.                                                                             |      |
| Zum Spitzeberg Lage           |            | Flurname Spitzeberg, eine Erhebung nördlich der Ortslage          |                    | Die Straße Zum Spitzeberg erschließt als Wirtschaftsweg die nördlichen Marsdorfer Feldfluren und ist die direkte Verbindung nach Großdittmannsdorf.    |      |
| Zum Steinbruch Lage           |            | Steinbruch                                                        |                    | Die Straße Zum Steinbruch erschließt einen von 1926 bis 1932 betriebenen Steinbruch.                                                                   |      |